# ويلفريد وليامز
ويلفريد وليامز (بالإنجليزية: Wilfred Williams)‏ هو لاعب كرة قدم أمريكي وليبيري في مركز الدفاع، ولد في 5 يونيو 1996 في مونروفيا في ليبيريا. لعب مع Oakland Golden Grizzlies men's soccer ‏.

## وصلات خارجية
- ويلفريد وليامز على موقع الدوري الأمريكي (الإنجليزية)
- ويلفريد وليامز على موقع قاعدة بيانات كرة القدم.إي يو (الإنجليزية)